# Hayes Peak, Västantarktis
Hayes Peak är en bergstopp i Antarktis. Den ligger i Västantarktis. Chile gör anspråk på området. Toppen på Hayes Peak är 2 060 meter över havet, eller 63 meter över den omgivande terrängen. Bredden vid basen är 2,3 km.
Terrängen runt Hayes Peak är platt åt sydväst, men åt nordost är den kuperad.  Trakten är obefolkad. Det finns inga samhällen i närheten.